# Aztecs de Los Angeles
Maillots
Dernière mise à jour : 14 janvier 2010.
Les Aztecs de Los Angeles (en anglais : Los Angeles Aztecs) furent de 1974 à 1981 une franchise de soccer du North American Soccer League aux États-Unis située à Los Angeles.

## Histoire
La franchise comptait parmi ses actionnaires Elton John.
Le club fut considéré comme le « Cosmos de la côte Ouest » (en référence au New York Cosmos de Pelé). Il compta dans son effectif plusieurs stars du football européen et sud-américain tels que Johan Cruyff, George Best, Teofilo Cubillas ou l'entraîneur Rinus Michels.

## Propriétaires
- Dr. Jack Gregory - Fondateur, copropriétaire
- Elton John - Copropriétaire
- Alan Rothenberg - Propriétaire (1977-80)

## Palmarès
NASL : (1)
- Champion : 1974

Rookie of the Year : (1)
- Larry Hulcer : 1979

League MVP : (1)
- Johan Cruyff : 1979

## Entraîneurs
- Terry Fischer

## Grands joueurs
| - Javier Aguirre - Phil Beal (1977) - George Best - Colin Boulton (1979) - Colin Clarke (1978) - Charlie Cooke - Johan Cruyff (MVP de la League en 1979) - Teofilo Cubillas - Chris Dangerfield (1979-81) - Steve David - Richard Deeb - Rich D'Sa - Luis Fernando - Poli Garcia - Graham Horn - Larry Hulcer | - Alan Kelley (1976) - Jimmy Kelly (1978) - Ruvein Klein (1978-79) - György Kottan - Terry Mancini (1977) - Bobby McAlinden (1976-78) - Ane Mihailovich (1977) - Hugo Perez - Bob Rigby - Thomas Rongen - Dragan Simic - Dave Smith (1976) - Franciszek Smuda - Edgar Sorlino (1978) |

## Résultats saison par saison
| Année   | Division | Ligue       | Saison régulière     | Playoffs                  |
| ------- | -------- | ----------- | -------------------- | ------------------------- |
| 1974    | 1        | NASL        | 1st, Western         | Champions                 |
| 1975    | 1        | NASL        | 3e, Pacific          | Quart de finale           |
| 1976    | 1        | NASL        | 3e, Pacific Southern | 1er tour                  |
| 1977    | 1        | NASL        | 3e, Pacific Southern | Demi-finale               |
| 1978    | 1        | NASL        | 4e, National Western | Non qualifié              |
| 1979    | 1        | NASL        | 2e, National Western | Demi-finale de Conference |
| 1979/80 | N/A      | NASL Indoor | 5e, Western          | Non qualifié              |
| 1980    | 1        | NASL        | 2e, National Western | Vainqueur de conférence   |
| 1980/81 | N/A      | NASL Indoor | 1er, Western         | 1er tour                  |
| 1981    | 1        | NASL        | 2e, Western          | 1er tour                  |